# حکمت و سیاست
حکمت و سیاست نخستین کتاب از مجموعهٔ چهل  و نه جلدی تاریخ شفاهی و تصویری ایران در عصر پهلوی دوم است که به زندگانی و خاطرات سید حسین نصر می‌پردازد. این کتاب، مصاحبه محور است و حاصل ساعت‌ها گفتگوی تصویری با سید حسین نصر، در واشنگتن آمریکا است که از اواخر سال ۱۳۸۸ تا اوایل سال ۱۳۸۹، به کوشش حسین دهباشی انجام شده‌است. چاپ اول کتاب حکمت و سیاست، با نمایه، چکیده انگلیسی و اسناد، توسط سازمان اسناد و کتابخانه ملی ایران به چاپ رسیده‌است.

## موضوع کتاب
در این کتاب، حسین نصر به بیان خاطراتش می‌پردازد و از پدر و مادر، دوران کودکی و تربیتش در آن زمان شروع می‌کند و به مسایل مختلفی همچون سیاست‌های فرهنگی در عصر پهلوی دوم، نقش خودش در این سیاست‌ها، تأسیس انجمن سلطنتی فلسفه، ریاست دفتر فرح، روشنفکری دینی، دوستی اش با جلال آل احمد، مرتضی مطهری و ... می‌پردازد. در بخشی از این کتاب آمده‌است: «آن روز صبح شاه رئوس مطالب آن سخنرانی کذایی را با خط خودش روی یک ورق کاغذ نوشته بود، داد به من و رضا قطبی و گفت بروید این‌ها را بپرورانید و به صورت سخنرانی دربیاورید! یک روز وقت داشتیم این را بنویسیم... همان ساعت ده و نیم، یازده شب این نوشته ماشین شد، خودم بردم دادم به تیمسار نشاط که اول انقلاب اعدام شد رئیس گارد بود در کاخ نیاوران، تلفن کرد و شاه گفتند من هنوز بیدارم و این نوشته را بفرستید بالا... من وسط نشستم، شهبانو یک طرف نشست، صدام حسین هم یک‌طرف در فاصله ده سانتیمتری، به این نزدیکی. صدام حسین یک قصاب خیلی خوش‌قیافه بود...» در بخشی از کتاب، نصر می‌گوید که نام دو خیابان ملاصدرا و میرداماد را او برای دو خیابان تهران انتخاب کرده‌است.

## بازخوردهای کتاب
اکبر شیخ، رئیس سازمان اسناد و کتابخانه‌های ملی خراسان رضوی، گفت: کتاب حکمت و سیاست، از این به بعد به عنوان یکی از مراجع مهم تاریخ ایران به حساب می‌آید و دارای آثار بسیار مثبتی است. محسن مدیر شانه چی، استاد دانشگاه آزاد اسلامی مشهد و عضو هییت علمی آن، دربارهٔ این کتاب گفت: ما در باب شناخت اشخاص، احزاب و گروه‌ها چه حقیقی و حقوقی، آثار بسیاری را دیدیم؛ برخی از این آثار به صورت خاطره‌نویسی و برخی به صورت مصاحبه منتشر می‌شود؛ خاطره‌نویسی روشی یک سویه است؛ لذا مصاحبه از ارزش بیشتری برخوردار است. او همچنان اظهار کرد که تنها نقدی که بر مصاحبه‌کننده دارد، ین است که یک موضع تقابل‌آمیز دربارهٔ اظهار نظر حسین نصر دربارهٔ شریعتی دارد. علی تاج الدینی، پژوهشگر تاریخ شفاهی، در نشستی که به نقد و بررسی این کتاب در حوزه هنری می‌پرداخت، اظهار کرد که چیزی که کتاب حکمت و سیاست را با دیگر آثار تاریخی که دربارهٔ آقای نصر تولید شده متمایز می‌کند، روایت آقای نصر از علل فروپاشی نظام پهلوی و علل وقوع انقلاب اسلامی است. این اثر نخستین کتابی است که این روایت را نقل می‌کند و پیش از این کتاب روایت صریحی از زبان دکتر نصر در این باره وجود نداشت. او همچنین این کتاب را از لحاظ ظاهری نیز، اثری برجسته خواند. مرتضی میرداماد، یکی از دلایل جذابیت این کتاب را جذابیت شخصیت خود حسین نصر دانست. او همچنین اظهار کرد که رد و تکذیب عملکردها و نظرات حسین نصر بدون خواندن و شنیدن خاطرات و گفته‌های خود او، نادرست است.

## روش مصاحبه
در مقدمه کتاب آمده‌است که بنابر قواعد علمی تاریخ شفاهی، این اثر به جز چند عبارت محدود و مختصر، که جای خالی آن حذف شده است، متن کامل و بدون دخل و تصرف در گفتگوهای انجام شده‌است. متن کتاب در ۴ سطح مختلف گویاسازی شده‌است که شامل این وارد است: واژگان یا عبارات غیر فارسی یا نیازمند توضیح، اصطلاحات تخصصی و فنی، رویدادها، رخدادها و حوادث تاریخی اجتماعی، مدعاها و خطاهای آشکار تاریخی.
در هریک از این موارد به منابع دست اول رجوع شده و علاوه بر این، به دلیل اهمیت تاریخی موضوعات، از طریق مکاتبه یا مراجعه حضوری، نظر افراد یا نزدیکان مورد بحث یا شاهدان تاریخی اتفاقات دربارهٔ ادعای مصاحبه شونده پرسیده شده و در پاورقی‌ها با ذکر دقیق نام و مشخصات گنجانده شده‌است. اسناد تاریخی نیز با همین روال در بخش ضمایم آورده شده‌است.